# Zhujing
Zhujing är en köping i Kina. Den ligger i Jinshan i storstadsområdet Shanghai, i den östra delen av landet, omkring 46 kilometer sydväst om den centrala stadskärnan. Antalet invånare är 120 084. Befolkningen består av 59 818 kvinnor och 60 266 män. Barn under 15 år utgör 9,0 %, vuxna 15-64 år 78 %, och äldre över 65 år 11,0 %.